# Anastasia Griffith
Anastasia Griffith (ur. 23 marca 1978 r. w Paryżu) – amerykańsko-północnoirlandzka aktorka filmowa i serialowa.

## Filmografia
- She's Gone (2004) jako Hooker[1]
- Dirty Filthy Love (2004) jako Stevie[1]
- Alfie (2004) jako Chyna[1]
- The Headsman (2005) jako Anna[1]
- Układy (2007–2009) jako Katie Connor[1]
- Człowiek sukcesu (2009) jako Carol Salomonde[1]
- Trauma (2009–2010) jako Nancy Carnahan[1]
- And Baby Will Fall (2011) jako Ivy Rose[1]
- Bananowy doktor (2010–2011) jako dr Emily Peck[1]
- Banshee (2013) jako dr Paradis[2]
- Stróż prawa (2012–2013) jako Elizabeth Haverford / Elizabeth Morehouse[1]
- Dawno, dawno temu (2011–2014) jako Kathryn Nolan / księżniczka Abigail[1]
- The Wrong Mans (2014) jako Agent Miller[1]
- Zoo (2015) jako Audra Lewis[1]
- Deep State (2018) jako Amanda Jones[1]